# Кропив'янка південноєвропейська
Кропи́в'янка південноєвропейська (Curruca subalpina) — вид горобцеподібних птахів родини кропив'янкових (Sylviidae). Мешкає в Західному і Центральному Середземномор'ї.

## Таксономія
Південноєвропейська кропив'янка входить до комплексу видів червоноволої кропив'янки разом з берберійською кропив'янкою. Береберійська кропив'янка була визнана окремим видом у 2013 році, а південноєвропейська кропив'янка — у 2020 році.

## Опис

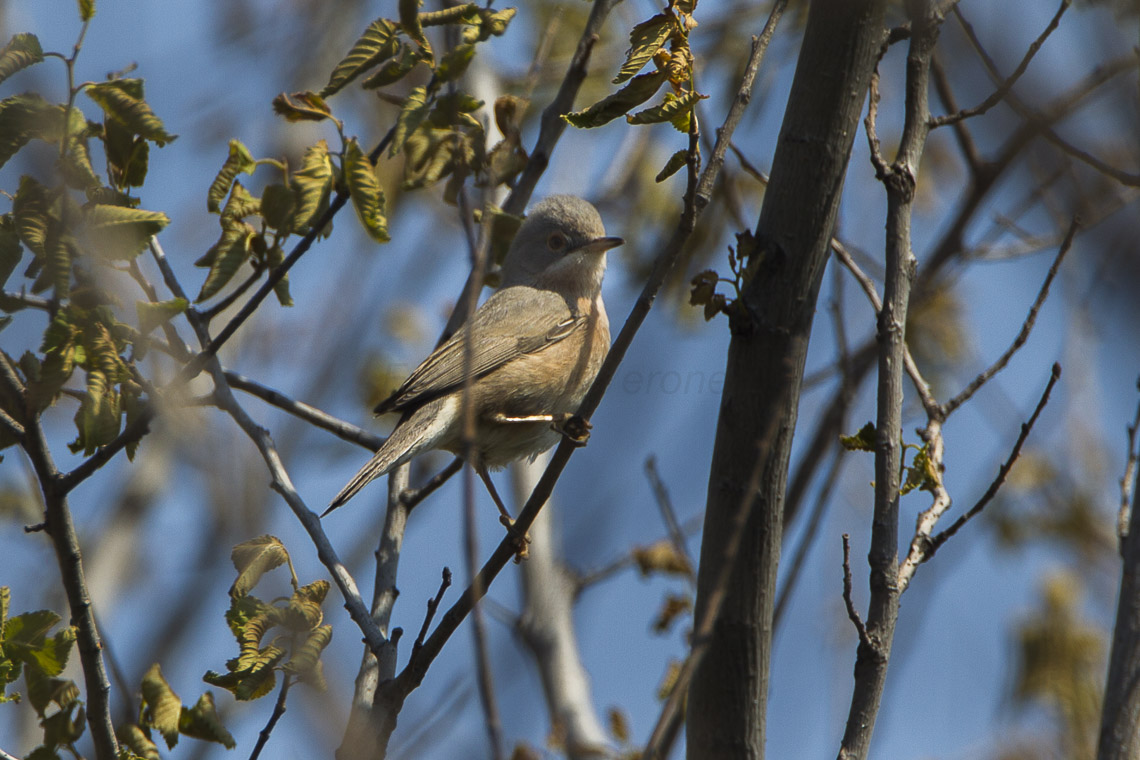
Південноєвропейська кропив'янка

Південноєвропейські кропив'янки дуже схожі на споріднених червоноволих і берберійських кропив'янок. У самців верхня частина тіла темно-сіра, на щоках білі "вуса". На відміну від червоноволих кропив'янок, у самців південноєвропейських кропив'янок нижня частина тіла блідіша, рудувато-охриста або рожевувата, а не рудувато-коричнева. Білі плями на передкрайніх стернових перах у них також відсутні, що об'єднує їх з берберійськими кропив'янками. У самиць верхня частина тіла більш коричнювато-сіра, а нижня частина тіла світліша з охристим відтінком. 

## Поширення і екологія
Південноєвропейські кропив'янки гніздяться на півночі Італії, на південному сході Франції в районі Лігурійського моря, на Корсиці, Сардинії і Балеарських островах. Взимку вони мігрують на південь, в регіон Африканського Сахелю, де зимують від Мавританії і Сенегала до Нігера, іноді також в центральний і південний Алжир. Південноєвропейські кропив'янки живуть в тих природних середовищах, що і червоноволі кропив'янки — в чагарникових заростях, що ростуть на сухих гірських схилах, на висоті до 1700 м над рівнем моря. Живляться комахами та іншими безхребетними, а також ягодами. Гніздяться в чагарниках, в кладці 3-5 яєць.